# 卡拉纳伊巴
卡拉纳伊巴是巴西米纳斯吉拉斯州的一个市镇。总面积160.022平方公里，总人口3445人，人口密度21.5人/平方公里。